# Andrena proxima
Andrena proxima ist eine Sandbiene aus der Familie Andrenidae. Sie ist eine solitäre, nestbauende Biene, die jährlich eine Generation hat und in Deutschland von April bis Ende Juni fliegt. Auf Deutsch wird sie manchmal „Frühe Doldensandbiene“ genannt.

## Merkmale
Die Weibchen dieser Sandbiene sind ca. 9 bis 11 mm lang, die Männchen ca. 8 bis 10 mm. Die Weibchen haben am Hinterleib auf den Tergiten 2 bis 4 schräg nach außen gerichtete Haarbinden, die in der Mitte unterbrochen sind. Die Endfranse ist gelbbraun, die Schienenbürste weiß. Der Kopf ist sehr breit. Die Seitenfelder des Propodeums (Körbchen) sind bedeckt mit sternförmig zusammenlaufenden Runzeln, die in der Mitte ein Haar tragen (nur mit Lupe zu sehen). Auch bei den Männchen sind mittig unterbrochene Tergitbinden vorhanden. Das Mesonotum ist vollständig chagriniert. Für eine genaue Bestimmung ist Vergleichsmaterial und Spezialliteratur nötig.

## Verbreitung und Lebensraum
Wegen der unsicheren Abgrenzung mit A. alutacea und A. ampla ist die Verbreitung nicht ganz klar (siehe weiter unten Systematik). Andrena proxima ist sicher in Europa weit verbreitet, beispielsweise in Mitteleuropa, Großbritannien, Italien und Südosteuropa bis Griechenland. In Deutschland, Österreich und der Schweiz ist sie fast überall gemeldet, aus Schleswig-Holstein und Mecklenburg-Vorpommern existieren nur historische Meldungen. Sie scheint in den zentralen und westlichen Alpentälern zu fehlen.
A. proxima besiedelt sowohl Magerwiesen als auch Fettwiesen, Waldsäume, Hecken und kommt auch im Siedlungsraum, in Gärten und Parks vor.

## Lebensweise
Die Art nistet einzeln oder in Gruppen auf kahlen oder schütter bewachsenen Flächen und gräbt ihre Nester in sandige oder auch lehmige Böden. Sie hat eine Generation im Jahr und fliegt in Deutschland von Mitte Mai bis Anfang Juli. Die Weibchen sammeln oligolektisch Pollen von Doldenblütlern, zum Beispiel Wiesen-Kerbel, Wilde Möhre und Wiesen-Bärenklau.
Parasiten: Als Kuckucksbiene parasitiert Nomada conjungens an A. proxima, erwachsene Tiere werden manchmal von Fächerflüglern befallen.

## Systematik
A. proxima ist mit einer Reihe von Arten, insbesondere mit A. alutacea sehr nah verwandt. Diese wurden früher in die Untergattung Micrandrena gestellt. Von verschiedenen Autoren werden und wurden die Arten (zumindest teilweise) als Synonyme betrachtet. Diese Artengruppe wurde inzwischen als eigene Untergattung Proxiandrena beschrieben und dabei die Arten differenziert. Es handelt sich um folgende Arten:
- A. alutacea (südöstliches Deutschland, Ostschweiz bis Südosteuropa, Lettland, Türkei, Iran und Turkmenistan)
- A. ampla (Marokko, Iberische Halbinsel, Frankreich, Südschweiz, Italien, Aserbaidschan bis Zentralasien)
- A. aspericollis (Algerien)
- A. bernicla (Türkei)
- A. proxima

A. proxima und A. alutacea unterscheiden sich insbesondere dadurch, dass die erstere 4 bis 6 Wochen früher im Jahr  fliegt als A. alutacea. Dementsprechend wird A. proxima im deutschen auch "Frühe Doldensandbiene" und A. alutacea "Späte Doldensandbiene" genannt (beide sammeln oligolektisch an Doldenblütlern).